# Rochau
Rochau é um município da Alemanha, situado no distrito de Stendal, no estado de Saxônia-Anhalt. Tem 39,01 km² de área, e sua população em 2019 foi estimada em 1.015 habitantes.